# Muireann Nic Amhlaoibh
Muireann Nic Amhlaoibh (nascuda a Inis Oírr el 1978) és una música i cantant del comtat de Kerry, Irlanda. Fins al 2016 va ser la cantant principal del grup de música tradicional Danú, i des d'aquell any ha estat part integrant del duet de música electrònica Aeons.

## Biografia
Nascuda el 1978, Muireann Nic Amhlaoibh va créixer a Dún Chaoin, al comtat de Kerry, a Inis Oírr, la més petita de les Illes Aran, i a l'illa Chléire, una altra petita illa situada a la costa del comtat de Cork. Tots aquests llocs formen part de la zona anomenada Gaeltacht (regions on es parla habitualment en gaèlic), cosa que va fer que la primera llengua de Muireann Nic Amhlaoibh fos el gaèlic. Això ha influït posteriorment en la seva carrera, ja que a més va estar immersa en la tradició del cant irlandès des de ben jove, en particular dins del Sean nós.
Va començar ben aviat a tocar el piano i a practicar el ball, abans d'interessar-se pel whistle i finalment la flauta. També va acompanyar des de ben aviat al seu pare, el músic de fiddle (violí tradicional) Feargal Mac Amhlaoibh. Quan Muireann Nic Amhlaoibh es va traslladar a la Gealtacht de l'oest de Kerry, va entrar al National folk theatre of Ireland, Siamsa Tíre. Durant els sis anys que va estar amb ells, va participar en les actuacions més importants, alhora que va desenvolupar la seva tècnica de cant, aprenent d'artistes com The Begley Family, Áine Ní Laoithe i Eilín Ní Chearna.
Va passar també quatre anys a Dublín durant els quals va estudiar belles arts a l'Institut d'Art, Disseny i Tecnologia Dun Laoghaire, on es va graduar. Després va estudiar a la Universitat de Limerick, on va ser guardonada amb un màster en música tradicional i on hi exercirà posteriorment de professora de flauta i cant.

## Discografia

### Àlbums
- Morning Star/Réalt na Maidine (2002)
- Daybreak/Fáinne an Lae (2006)
- Dual (2008 - amb Julie Fowlis)
- Foxglove & Fuschia (2017)

### Amb Danú
- The Road Less Travelled (2003)
- Up In The Air (2004)
- When All Is Said and Done (2005)
- One Night Stand (DVD) (2005)

### Amb Aeons
- Fís (2018)